# Криминальная история (фильм, 1950)
«Криминальная история» (англ. The Underworld Story) — фильм нуар режиссёра Сая Эндфилда, который вышел на экраны в 1950 году.
Фильм основан на оригинальной истории Крейга Райса (псевдоним детективной писательницы Джорджины Рэндольф Райс) и рассказывает об амбициозном и беспринципном газетчике (Дэн Дьюриа), который использует дело об убийстве снохи газетного магната (Джордж Маршалл) в собственных карьерных целях. Однако, когда он видит стойкость и благородство несправедливо обвинённой в убийстве чёрной служанки, он меняет позицию и делает всё возможное, чтобы спасти её и найти истинного виновного.
Персонаж Дьюриа по менталитету, типу характера и манере поведения во многом схож с персонажем Кирка Дугласа в фильме «Туз в рукаве» (1951). Другими наиболее известными «газетными нуарами» были «Большой город после заката» (1947), «Звонить Нортсайд 777» (1948), «Большие часы» (1948), «Криминальная полоса в прессе США» (1952), «Скандальная хроника» (1952), «Город в плену» (1952) и «Пока город спит» (1956).

## Сюжет
Рано утром на ступенях Дворца правосудия одного крупных городов Новой Англии гангстеры расстреливают из автомата двух человек, убивая одного из них и слегка раня в руку второго. Согласно сообщению радио, убитым оказывается влиятельный гангстер Говард «Тёрк» Мейерс, который согласился дать свидетельские показания на секретном заседании суда против мафиозного босса Карла Дёрэма (Говард да Сильва). Раненым оказался окружной прокурор Ральф Манси (Майкл О’Ши), который обвинил в убийстве газету «Таймс-Газетт», которая опубликовала на первой странице статью о предстоящем выступлении Мейерса в суде. Манси звонит главному редактору газеты, требуя немедленного опровержения статьи, а также увольнения с работы написавшего статью репортёра Майка Риза (Дэн Дьюриа), угрожая в противном случае предпринять против газеты меры легального характера. Сотрудники редакции уверены, что Майку заплатили за публикацию этой статьи. После увольнения Риз не может найти работу ни в одной из городских газет, а редактор одной из них рекомендует ему поискать работу в другом городе. После этого по совету знакомого журналиста Майк решает купить 50%-ную долю в небольшой газете в расположенном поблизости элитном городке Лейквилл. Майк приходит к Дёрэму и заявляет, что опубликовав полезную для него статью о Тёрке Мейере, он лишился работы и попал в чёрный список. И теперь, чтобы начать новое дело ему нужно 7500 долларов. Дерэм даёт 5 тысяч, называя это дружеской помощью. Майк приезжает в Лейквилл на встречу с издателем и редактором газеты «Лейквилл сентинел» Кэти Харрис (Гейл Сторм) и её полиграфистом Джорджем Р. «Парки» Паркером (Гарри Шэннон). Хотя газета находится в сложном финансовом положении, Кэти поначалу отказывается от денег Майка, так как их не достаточно для покрытия долгов и текущих расходов. Однако Майк убеждает их, что он именно тот человек, который сможет поднять газету и сделать из неё успешное издание. Во время их разговора в редакцию врывается мальчик со срочной новостью, что полчаса назад в лесу он с приятелем нашёл тело убитой Дианы Стэнтон, снохи газетного магната Е. Дж. Стэнтона (Герберт Маршалл). Майк решает немедленно заработать на этой сенсации, связываясь с двумя ведущими информационными агентствами с предложением эксклюзивного материала об убийстве Дианы Стэнтон, выбивая за материал максимальную цену.
Стэнтон лично приезжает на место, где было найдено тело Дианы, после чего вместе с лейтенантом полиции Тилтоном (Арт Бейкер) и Майком возвращается в свой дом. Стэнтон поднимается в комнату сына Кларка (Гар Мур), говоря ему, что искренне любил Диану и даже рассчитывал, что она когда-нибудь продолжит его дело. В ответ на это Кларк сразу же признаётся отцу, что это он убил Диану. Он обвиняет отца в том, что того связывала с Дианой взаимная симпатия, при этом Диана постоянно унижала Кларка, сравнивая его в невыгодном свете с отцом. И когда она заявила мужу, что собирается его бросить, Кларк в порыве ненависти убил её. Затем Кларк заявляет, что отец спасёт его, так как если он этого не сделает, то рухнет вся их империя, и они погибнут оба. Стэнтон выходит к лейтенанту с просьбой перенести разговор с сыном на завтра и провожает гостей, после чего дворецкий сообщает Стэнтону и Кларку, что чернокожая служанка Дианы, Молли Рэнкин (Мэри Андерсон) ушла вместе с хозяйкой и больше не вернулась домой. Так как одновременно пропали и драгоценности Дианы, лейтенант Тилтон высказал предположение, что Молли могла быть причастна к убийству хозяйки. Кларк предлагает отцу подставить служанку в убийстве Дианы, говоря, что никто не поверит слову «ниггера» против их слова. Стэнтон возмущён аморальностью сына, тем не менее, он соглашается обеспечить ему прикрытие ради сохранения чести семьи и семейного бизнеса. После этого Кларк звонит Тилтону, сообщая, что Молли раньше уже была замечена в мелких кражах, однако семья не хотела доводить дело до полиции. Кроме того, Кларк сообщает полиции, что его отец объявляет о вознаграждении в 25 тысяч долларов тому, что поможет задержать Молли. Майк прибегает в редакцию, чтобы продать сенсационную новость о том, что полиция подозревает в убийстве Молли, однако Кэти, которая знала Молли ещё со школьного возраста, уверена в том, что та не могла никого убить. Тем временем сенсация Майка срывается, так как полиция уже разослала по своим каналам информацию по этому делу. Вскоре от полиции поступает информация, что в день убийства Молли заложила драгоценности Дианы в местном ломбарде. Неожиданно Молли появляется в редакции, рассказывая Майку и Кэти, что заложила драгоценности по просьбе Дианы. Майк убеждает Молли сдаться властям на следующее утро в помещении редакции, обещая ей защиту со стороны газеты. После её ухода он тайно звонит Манси, требуя подтвердить, что получит вознаграждение, если завтра передаст ему Молли. На следующее утро при большом стечении репортёров и общественности Майк передаёт Молли прокурору Манси, однако поскольку Молли сдалась властям по собственной воле, Манси отказывается выплачивать Майку вознаграждение, обвиняя его в продажности. Кэти также возмущена двуличностью Майка и решает использовать газету для защиты Молли. Выйдя на улицу, Майк слышит, как некоторые влиятельные горожане, которые знали Молли многие годы, в частных беседах отказываются поверить в её виновность. После этого Майк решает выступить в прессе против Манси и на стороне Молли, чем восстанавливает отношения с Кэти. Майк создаёт комитет граждан для сбора средств в фонд защиты Молли, к работе которого подключая многих уважаемых горожан. Затем Майк встречается с криминальным адвокатом Стэнли Беккером (Роланд Уинтерс), который поначалу отказывается от дела, так не верит в возможность оправдания Молли в суде, поскольку крупная пресса уже вынесла свой вердикт. Однако когда Майк предлагает ему поделить собранные комитетом 30-40 тысяч долларов вне зависимости от решения суда, поскольку эти деньги предназначены на гонорар адвокату, Беккер соглашается защищать служанку. Видя, что общественное мнение всё более склоняется в пользу Молли, Кларк просит отца предпринять какие-то меры против деятельности Майка, на что Стэнтон заявляет, что как только он пошевелит пальцем, он превратится в палача. Тем не менее, используя своё влияние, Стэнтон собирает у себя дома самых богатых и влиятельных жителей города, чтобы подорвать в их глазах авторитет Майка и тем самым добиться, чтобы они прекратили размещать рекламу в газете «Лейквилл сентинел» и прекратили финансировать комитет по защите Молли. После этого общественные настроения начинают быстро меняться, и вскоре подавляющее большинство горожан уже считает служанку виновной в убийстве.
В такой обстановке Майк и Беккер уговаривают Молли признать свою вину в убийстве, и таким образом сохранить себе жизнь. Однако она категорически отказывается от сделки, заявляя, что всё, что у неё осталось, это её невиновность, и она никогда от неё не откажется. Стойкость и благородство Молли подкупают Майка. Вечером перед редакцией Майк видит группу недружелюбно настроенных мужчин, а Кэти сообщает ему, что кто-то ворвался днём в редакцию и разбил печатный пресс. Однако тем же вечером с редакцией связывается женщина, которая сообщает, что у неё есть улика, которая обеспечит Молли алиби. Майк посылает к ней Кэти, обещая ей, что добьётся, чтобы Стэнтон опубликовал их статью с новыми материалами в одной из своих газет, что изменит ситуацию в их пользу. Майк приезжает в дом Стэнтона, однако того нет дома. Кларк вызывается помочь Майку, и когда слышит, что у того есть свидетельство невиновности Молли, просит его позвонить отцу через два часа. Кларк немедленно направляется к Дёрэму, который соглашается убить Майка, требуя взамен, чтобы все истории во всех газетах Стэнтона, которые будут затрагивать его имя, теперь согласовывались бы с ним лично. Тем временем Майк умоляет Стэнтона опубликовать его историю, чтобы спасти Молли, заявляя о готовности после этого даже уехать из города, однако Стэнтон отказывается. Когда Майк выходит из офиса Стэнтона, на улице его поджидает Дёрэм, который ему намекает на то, что Стэнтон его заказал и предлагает срочно скрыться из города. Из своей редакции Майк звонит Стэнтону, сообщая, что у него есть эксклюзивный материал о его связи с Дёрэмом, за который он просит принести 25 тысяч долларов в редакцию «Сентинел» через два часа. Затем Майк звонит Манси и просит его прибыть в Лейквилл, чтобы получить материал на Дёрэма и на человека, который Дёрэму его заказал, однако Манси не верит Майку. После того, как люди Дёрэма врываются в редакцию и уводят Майка, Кэти приезжает к Манси, который по-прежнему не верит в историю Майка и Кэти, однако под её давлением всё-таки нехотя связывается с полицией. Дёрэм собирает у себя в кабинете Стэнтона и Кларка, куда подручные гангстера вводят сильно избитого Майка. После этого Дёрэм предлагает Кларку или Стэнтону выбрать, кто из них застрелит Майка. Тем временем полиция незаметно окружает офис Дёрэма. Кларк соглашается убить Майка и берёт пистолет, однако в этот момент с улицы доносится шум начавшейся перестрелки, и когда Кларк пытается бежать, Стэнтон стреляет в него, после чего держит на мушке Дёрэма, ожидая появления полиции. Когда после завершения полицейской операции Майка помещают в машину скорой помощи, Манси обещает ему, что Молли будет освобождена, а Кэти называет Майка героем.

## В ролях
- Дэн Дьюриа — Майк Риз
- Герберт Маршалл — Е. Дж. Стэнтон
- Гейл Сторм — Кэтрин Харрис
- Говард да Сильва — Карл Дёрэм
- Майкл О’Ши — окружной прокурор Ральф Манси
- Мэри Андерсон — Молли Рэнкин
- Гар Мур — Кларк Стэнтон
- Мелвилл Купер — майор Рэдфорд
- Фрида Айнискорт — миссис Элдридж
- Арт Бейкер — лейтенант Тилтон
- Гарри Шэннон — Джордж «Парки» Паркер
- Алан Хейл - младший — Шеффер
- Сью Инглэнд — Хелен
- Джей Адлер — помощник Манси (в титрах не указан)
- Гарри Харви — мистер Листер (в титрах не указан)

## Создатели фильма и исполнители главных ролей
Режиссёр Сай Эндфилд впервые обратил на себя внимание фильмом нуар «Звук ярости» (1950), который, по словам историка кино Ричарда Харланда Смита, был «обвинением насилию толпы». Затем последовала «Криминальная история», которая своей «подрывной направленностью» привлекла внимание Комитета по расследованию антиамериканской деятельности. В итоге, «Эндфилд был заклеймён как сочувствующий коммунистическим целям и вызван в суд, но бежал из страны, чтобы не называть никаких имён». Далее, как пишет Смит, Эндфилд перебрался в Великобританию, где "поставил несколько картин под вымышленными именами, прежде чем выпустить свои шедевры «Адские водители» (1957), «Зулусы» (1964) и «Пески Калахари» (1965), в которых главные роли сыграл Стэнли Бейкер.
Исполнитель главной роли Дэн Дьюриа был более всего известен отрицательными ролями в таких фильмах нуар, как «Женщина в окне» (1944), «Улица греха» (1945), «Чёрный ангел» (1946), «Крест-накрест» (1948), «Джонни-стукач» (1949) и «Слишком поздно для слёз»(1949). Гейл Сторм на рубеже 1940-50-х годов сыграла в нескольких фильмах нуар, таких как «Идти преступным путём» (1948), «Брошенная» (1949) и «Между полночью и рассветом» (1950), в 1950-е годы став звездой ситкомов «Моя маленькая Марджи» (1952-55) и «Шоу Гейл Сторм: О! Сюзанна» (1956-60). Английский актёр Герберт Маршалл начал свою карьеру в 1920-е годы, сыграв свои наиболее заметные роли в триллере Альфреда Хичкока «Иностранный корреспондент» (1940), фильмах Уильяма Уайлера «Письмо» (1940) и «Лисички» (1942), драмах по книгам Сомерсета Моэма «Луна и грош» (1942) и «Остриё бритвы» (1946). Он также внёс заметный вклад в жанр нуар, сыграв в таких картинах, как «Катастрофа» (1946), «Высокая стена» (1947) и «Ангельское лицо» (1953). Актёр Говард да Сильва, который на протяжении своей карьеры был успешным бродвейским актёром, в 1940-е годы успешно работал и в кино, снявшись, в частности, в таких значимых картинах, как военная драма «Сержант Йорк» (1941), антиалкогольная нуаровая драма «Потерянный уикэнд» (1945) и фильмы нуар «Синий георгин» (1946) и «Они живут по ночам» (1948). Как отмечает Смит, Да Сильва в отличие от Эндфилда «не побоялся выступить перед Комитетом по расследованию антиамериканской деятельности, однако его бравада стоила ему средств к существованию». Сыграв копа в фильме Джозефа Лоузи «М» (1951), Да Силва не мог получить работу в Голливуде в течение следующих десяти лет, вернувшись на большой экран лишь в 1962 году в роли второго плана в фильме Фрэнка Перри «Дэвид и Лиза» (1962).

## Оценка фильма критикой

### Общая оценка фильма
После выхода фильма на экраны кинообозреватель «Нью-Йорк Таймс» Босли Кроутер очень низко оценил идейное содержание и художественные качества картины. В частности, он отметил, что создатели фильма придерживаются «тревожаще низкого мнения о газетных издателях и журналистах», а «журналистика представлена как порочная, продажная и бесстыдная профессия». Однако, продолжает Кроутер, «не стоит переживать слишком сильно по поводу ущерба, который нанесёт эта компания общественному мнению», так как фильм «сделан настолько плохо, настолько непродуманно и настолько неубедительно, что не окажет никакого воздействия на зрителя».
Современные критики, напротив, дают фильму высокую оценку. В частности, Джонатан Розенбаум, отметив, что это была «первая картина недооценённого сценариста-режиссёра Сая Эндфилда, которая привлекла большое внимание», оценил её как «острую нуаровую работу, социально едкую в лучшем стиле Эндфилда». Хотя, по мнению Розенбаума, хотя «этот фильм не вполне достигает того же уровня, что и следующая работа Эндфилда „Звук ярости“, всё равно это важная картина». Историк кино Спесер Селби назвал картину «мрачным и сильным небольшим фильмом о столкновении ожесточившегося репортёра с коррумпированным газетным издателем», однако Майкл Кини пришёл к заключению, что «за исключением присутствия иконы нуара Дьюриа в качестве симпатичного негодяя фильм является стандартной криминальной драмой». Деннис Шварц назвал картину «циничной, нелицеприятной подрывной криминальной драмой о газетчиках, которые не всегда действуют в интересах общества, и героях, которые не всегда чисты», далее отметив, что «это недооценённый шедевр, который очень действенно и непритязательно раскручивает историю о всеобъемлющей коррупции в уважаемом американском обществе и говорит о пугающей силе влияния прессы на общественное мнение».
Как отметил Ричард Харланд Смит, «Криминальная история» «опередила фильм Билли Уайлдера „Туз в рукаве“ (1951), появившись в американских кинотеатрах почти на год раньше него, и во многих смыслах была более интересным фильмом». В отличие от «мастерского разоблачения Уайлдером махинаций прессы, за что его картина удостоилась восторженных восторгов критики», «Криминальная история» «не сосредоточена на проблеме манипуляции средствами массовой информации со стороны отдельной личности, а разбрасывает свою сеть шире, уличая даже тех представителей прессы, которые верят в то, что служат общественному благу». Смит также считает, что этот «преступно проигнорированный фильм предвосхитил некоторые классические фильмы Голливуда, которые появились несколько лет спустя», такие как «Убить пересмешника» (1962), в которых «двигателем сюжета также стала тема расового напряжения в небольшом американском городке». Вместе с тем, как отмечает Смит, несмотря на то, что в сценарии и подчёркнуто, что подозреваемая в убийстве служанка является «ниггером», продюсеры приняли «решение снимать в её роли белую актрису, так как опасались, что и без того спорная история может стать ещё более отталкивающей для срединной Америки в случае, если картину станут рассматривать как фильм на расовую тематику».

### Основные персонажи фильма и оценка актёрской игры
Критика уделила основное внимание образам, созданным актёрами Гербертом Маршаллом и Дэном Дьюриа. Кроутер обратил внимание на то, что «в качестве злодея в этой истории выступает газетный издатель (Маршалл), который порочным образом использует общественную печать, чтобы возложить подозрения на невинного человека в убийстве, которое осуществил его сын». А в качестве героя выступает «наглый и продажный репортёр (Дьюриа), который переходит на сторону справедливости только тогда, когда у него срывается пара чёрных дел». По словам Кроутера, из-за Дьюриа, который играет репортёра «в своём обычном отвратительном, крикливом стиле», фильм не вызывает никакой симпатии по отношению к журналистам. Однако «мистер Дьюриа, хотя он и является главным действующим лицом, всё же менее показателен, чем Герберт Маршалл, издатель, который мешает осуществлению правосудия и нанимает безжалостных головорезов. Он стал бы ещё одним преступником, если бы сделка с вымогательством не сорвалась».
Как написал Смит, «номинальным злодеем фильма является персонаж Герберта Маршалла, который скрывает информацию об убийстве в сонной деревне в Новой Англии, которая могла бы спасти невинную девушку от казни. Однако Маршалл помалкивает, потому что если он поступит по-другому (как он утверждает), это перечеркнёт десятилетия хорошей работы и запятнает репутацию организации, которая предана служению истине». Критик отмечает, что «противоречивый образ газетного магната в исполнении Маршалла остро контрастирует с полнейшем приспособленцем в исполнении Дьюрии, который с помощью четвёртой власти искусно манипулирует людьми и событиями. Охотник за сенсациями, Дьюриа как будто бы делает правильные вещи (создаёт лигу защиты обвинённой и мобилизует граждан на её поддержку), однако преследует при этом неправильные цели (прибыль и слава). Со своей стороны, издатель Маршалла делает неправильные вещи, однако таким образом он пытается защитить идеалы, которые постепенно, но безнадёжно обесцениваются. Фильм заканчивается сведением протагониста и антагониста с их противоположностью, елейным мафиози (Говард да Сильва), который оказывается единственным честным человеком в этой компании».
Джонатан Розенбаум отмечает, что история рассказывает о «безжалостных и циничных махинациях газетчика, который покупает газету в маленьком городке и увеличивает её тираж, эксплуатируя различные аспекты местного дела об убийстве, включая ложные обвинения против чёрной служанки жертвы». При этом критик особенно выделяет игру Маршалла в роли коррумпированного магната, и Говарда да Сильвы, который «великолепен в роли весёлого и жуткого преступника».